# Большая Хвощеватка
Большая Хвощеватка — хутор в Подгоренском районе Воронежской области. Входит в состав Сагуновского сельского поселения.

## География
Расположено в 26 км к северо-востоку от районного центра.

## Население
| 1859 | 1897  | 2010 |
| ---- | ----- | ---- |
| 1325 | ↗1701 | ↘316 |